# ジョナサン・キャントウェル
ジョナサン・キャントウェル（Jonathan Cantwell、1982年1月8日 - 2018年11月6日）は、オーストラリア、クイーンズランド州ゴールドコースト出身の自転車競技（ロードレース）選手。
サクソバンクの一員として2012年のツール・ド・フランスに出場。同年のツール・ド・台湾ではステージ2勝、日本選手権ではアシストとしてラファル・マイカの3位入賞に貢献したが、翌2013年にティンコフ・サクソバンクを去っている。
2014年、翌年からトライアスロンに転向すると表明しロードレースを引退、その後、2017年にITU世界トライアスロンシリーズに出場したが、同年に精巣癌の手術を受けたと公表した。
2018年、11月6日死去、死因は自殺だったとされる。父親と兄も精神疾患により自殺していた。既に結婚し、子供が2人いる中での自殺だったという。